# Forever or Never
Forever or Never è un singolo del gruppo musicale tedesco Cinema Bizarre, pubblicato il 29 febbraio 2008 come terzo e ultimo estratto dal primo album in studio Final Attraction.

## Descrizione
Quinta traccia dall'album Final Attraction, la canzone, come i brani precedenti Lovesongs (They Kill Me) e Escape to the Stars, ebbe un buon successo. Con la canzone il gruppo partecipò alle selezioni tedesche per l'Eurovision Song Contest 2008, classificandosi al terzo posto.

## Video musicale
Nel video, girato da Oliver Sommer, i cinque ragazzi cantano attornati da tubicini bianchi e neri, mentre una ragazza vestita di nero si aggira per il corridoio che porta nella stanza dove cantano i membri della band. Alla fine i ragazzi si trovano in una stradina, e lì vengono mostrati per qualche secondo i volti di ognuno dei componenti, per poi soffermarsi su quello della ragazza.

## Tracce
1. Forever or Never (Radio Version) – 03:02
2. Forever or Never (Alternative Radio Rockin` Beatzarre Remix) – 03:13
3. Forever or Never (Fat Tony Crews Brooklyn Night Shower Remix) – 03:59
4. Forever or Never (Beatzarre Remix) – 04:13

## Formazione
- Strify – voce
- Yu – chitarra
- Kiro – basso
- Luminor – tastiere e voce d'accompagnamento
- Shin – batteria

## Classifiche
| Classifica (2008) | Posizione massima |
| ----------------- | ----------------- |
| Austria           | 71                |
| Germania          | 44                |